# Aspidistra foliosa
Aspidistra foliosa är en sparrisväxtart som beskrevs av Tillich. Aspidistra foliosa ingår i släktet Aspidistra och familjen sparrisväxter. Inga underarter finns listade i Catalogue of Life.